# Fuga nella tempesta
Fuga nella tempesta è un film del 1948 diretto da Ignazio Ferronetti.